# Episodi di Heartland (quattordicesima stagione)
La quattordicesima stagione di Heartland è andata in onda sul canale canadese CBC dal 10 gennaio al 21 marzo 2021. 
In Italia, la stagione è stata trasmessa in prima visione assoluta su Rai 2 dal 25 dicembre 2023 al 5 gennaio 2024.
| nº | Titolo originale      | Titolo italiano     | Prima TV Canada  | Prima TV Italia  |
| -- | --------------------- | ------------------- | ---------------- | ---------------- |
| 1  | Keep Me in Your Heart | Portami nel cuore   | 10 gennaio 2021  | 25 dicembre 2023 |
| 2  | The Last Goodbye      | L'ultimo addio      | 17 gennaio 2021  | 26 dicembre 2023 |
| 3  | Making Amends         | Chiedere scusa      | 24 gennaio 2021  | 27 dicembre 2023 |
| 4  | Through the Smoke     | Attraverso il fumo  | 31 gennaio 2021  | 28 dicembre 2023 |
| 5  | Outsiders             | Emarginati          | 14 febbraio 2021 | 29 dicembre 2023 |
| 6  | The New Normal        | La nuova normalità  | 21 febbraio 2021 | 1° gennaio 2024  |
| 7  | Courage               | Coraggio            | 28 febbraio 2021 | 2 gennaio 2024   |
| 8  | Changing Gears        | Cambiare marcia     | 7 marzo 2021     | 3 gennaio 2024   |
| 9  | Find Me in the Dark   | Trovarsi a un bivio | 14 marzo 2021    | 4 gennaio 2024   |
| 10 | Staying the Course    | Restare in pista    | 21 marzo 2021    | 5 gennaio 2024   |